# Programmed fuel injection
Programmed Fuel Injection (PGM-FI), of ook CCPGM-FI, Computer Controlled ProGraMmed Fuel Injection, of CCPFI, Computer Controlled Programmed Fuel Injection, en douchekopinjectie, is een brandstofinjectiesysteem van de motorfietsen en auto's van het merk Honda.
Het is een benzine-injectie systeem dat oorspronkelijk voor viertakt-automotoren was ontwikkeld, maar door Honda werd aangepast voor de tweetakt NSR 500 racer uit 1993 en de viertakt-RC 45 (VFR 750 R). Ook de VFR 800 Fi uit 1998 en de CBR 1100 XX 'Super Blackbird' uit 1999 zijn voorzien van PGM-FI.
In 2003 verscheen de CBR 600 RR met het verbeterde PGM-DSFI, ProGraMmable Dual Sequential Fuel Injection, waarbij een set injectoren tot een bepaald toerental, bij de CBR 600 RR 5800 toeren, vlak boven de inlaatkleppen inspuit, waarna een andere set, hoger geplaatste, injectoren het overneemt. Deze douchekop-injectoren geven de brandstof meer tijd om te verstuiven voor deze in de cilinder komt.